# St. Ignace Island
St. Ignace Island – niezamieszkana wyspa na Jeziorze Górnym w Kanadzie, w prowincji Ontario. Wyspa ma powierzchnię 274 km² i jest drugą co do wielkości (po Isle Royale) wyspą na Jeziorze Górnym, a także dwunastą największą na świecie wyspą położoną na jeziorze. Najwyższy punkt na wyspie, góra Mount Saint Ignace, wznosi się na wysokość 565 m n.p.m. W 1610 roku na wyspę dotarł Samuel de Champlain.